# Catastrophe de la mine de jade de Hpakant de 2020
Pour les autres glissements de terrain ayant entraîné une catastrophe comparable aux abords de Hpakant, voir Catastrophe de la mine de jade de Hpakant.
La catastrophe de la mine de jade de Hpakant est un glissement de terrain survenu le 2 juillet 2020 sur un site minier de jade dans la région de Hpakant, dans l'État de Kachin en Birmanie. Au moins 174 personnes ont été tuées ce qui en fait l'accident le plus meurtrier de la Birmanie.

## Contexte
La Birmanie est le plus grand fournisseur de jade dans un commerce annuel d'une valeur de 30 milliards de dollars par an, mais les accidents sont fréquents sur ses sites miniers. La plus grande mine de jade au monde se trouve à Hpakant, dans l'État de Kachin. Un glissement de terrain a tué au moins 116 personnes dans la catastrophe de la mine de jade de Hpakant en 2015. En 2019, deux glissements de terrain — 22 avril (en) et 28 juillet (en) — ont provoqué la mort de 23 personnes (dont 2 secouristes) et la disparition d'au moins 50 travailleurs.
Des dizaines de mineurs ont ainsi été victimes de petits accidents au cours des dernières années, les « cueilleurs de jade » indépendants qui récupèrent les résidus des grands exploitants étant particulièrement menacés. Ces mineurs indépendants vivent dans des quartiers délabrés à la base de grands monticules de gravats excavés par des machines lourdes. Les mineurs indépendants sont souvent des migrants d'autres régions de la Birmanie et ne sont pas enregistrés, ce qui a compliqué le calcul des personnes disparues. L'exploitation minière est effectuée sur le site par des centaines de personnes qui récupèrent les résidus déversés par des camions sur le site. Les résidus forment de grandes pentes, dans une scène semblable à un paysage lunaire dépourvue d'arbres, susceptible de s'effondrer.
Alors que le cabinet de Htin Kyaw (en), dirigé par Htin Kyaw et Aung San Suu Kyi, a promis de réformer l'industrie du jade et de réduire les accidents lors de son arrivée au pouvoir en 2016, peu de choses ont été faites dans la pratique.
Le 1er juillet, les autorités ont lancé un avertissement contre l'exploitation minière dans la région en raison de fortes précipitations. Cependant, cet avertissement a été défié par de nombreux mineurs.

## Glissement de terrain

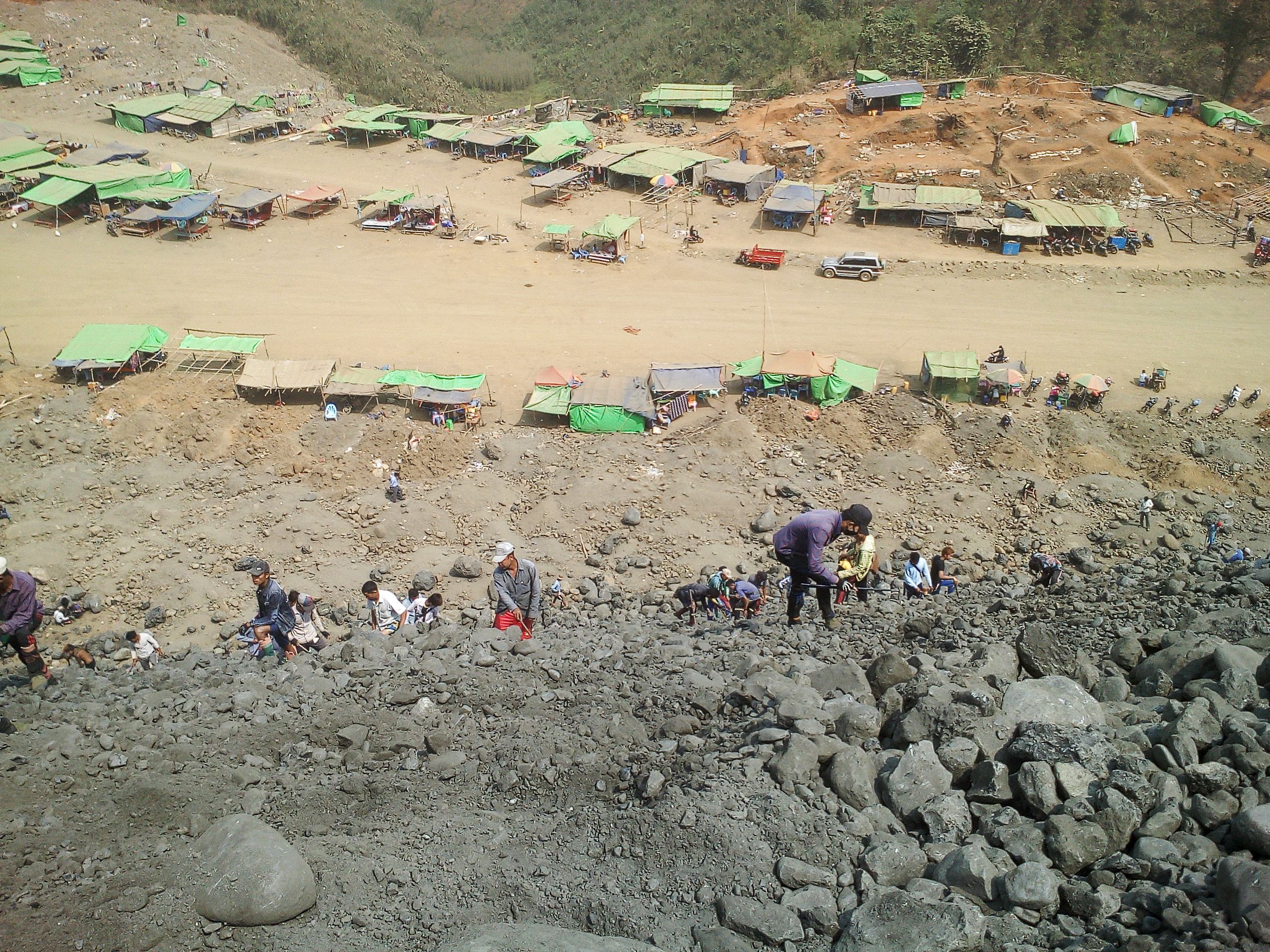
Pente de décombres à la mine de jade dans l'État de Kachin

Les mineurs sur le site étaient des « cueilleurs de jade » indépendants qui nettoyaient les résidus d'une société minière.
À 6h30, heure locale, de fortes pluies ont déclenché l'effondrement d'un tas de déchets miniers qui sont tombés dans un lac. Cela a ensuite généré une vague de boue et d'eau qui a enterré ceux qui travaillaient sur le site. L'effondrement et la vague de boue et d'eau qui a suivi ont été capturés sur vidéo, tout comme les tentatives effrénées d'évasion des mineurs.
Un survivant, Maung Khaing, 38 ans, a déclaré avoir vu une énorme pile de déchets sur le point de s'effondrer alors que les gens criaient « Courir, courir ». Selon Khaing: « En une minute, toutes les personnes au bas [de la colline] ont tout simplement disparu. Je me sens vide dans mon cœur ... Il y avait des gens coincés dans la boue criant au secours mais personne ne pouvait les aider. »

## Bilan

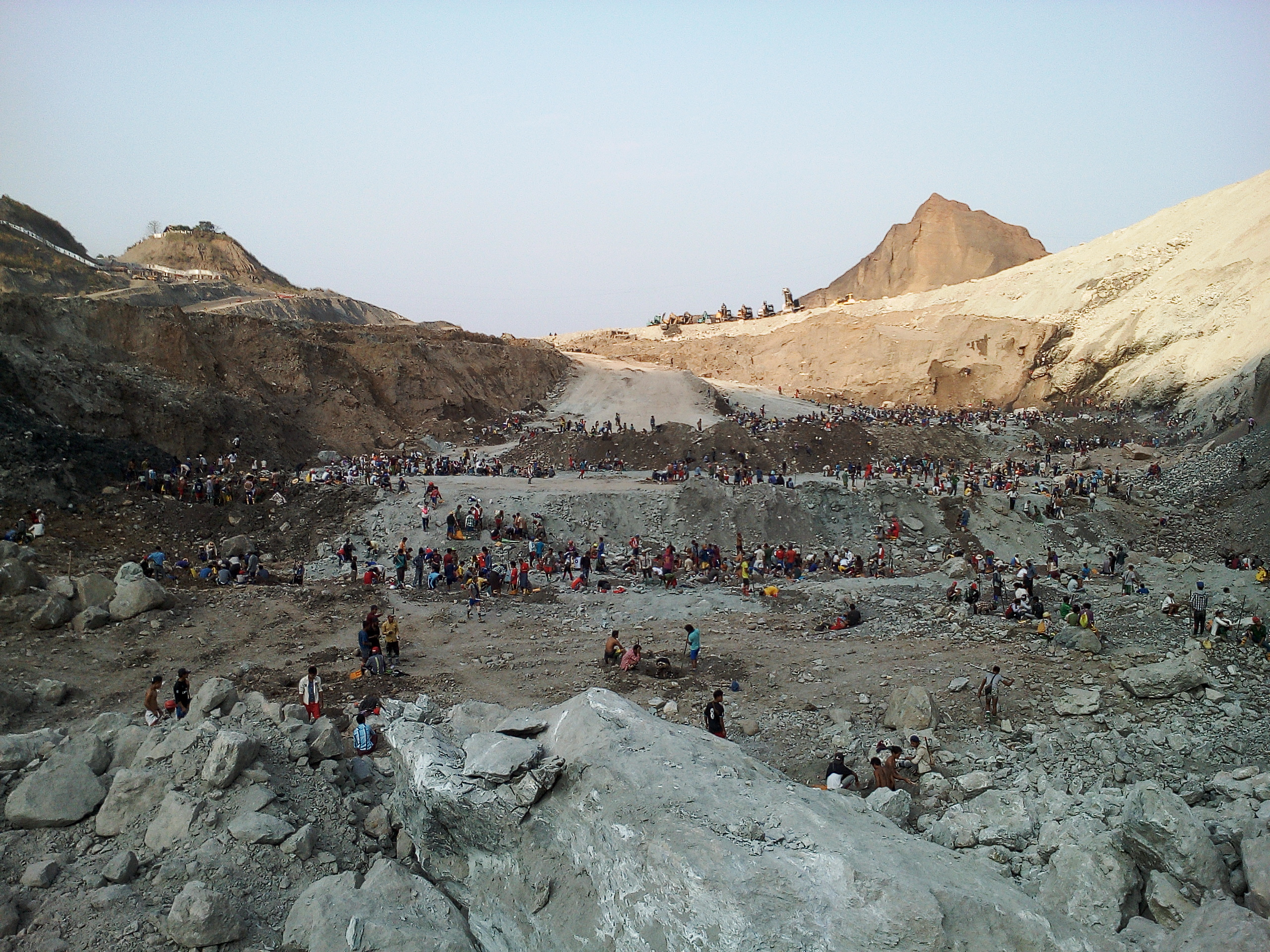
Exploitation minière de jade dans l'État de Kachin

Au 3 juillet 2020, 172 corps avaient été retrouvés sur le site et 54 autres personnes auraient été blessées. De plus, on craint que de nombreux mineurs, peut-être 200, soient piégés. Les efforts de sauvetage ont été entravés par les fortes pluies. Les photographies du secteur ont montré des lignes de corps récupérés placés sur une colline. Le nombre de morts devrait augmenter, car d'autres corps sont dans la boue.
L'industrie du jade de la Birmanie (en) est connue pour ses décès et ses accidents, la catastrophe de 2020 est l'accident le plus meurtrier à ce jour.